# Ljuberci
Ljuberci (ruski: Люберцы) su grad u Moskovskoj oblasti u Rusiji. Zemljopisni položaj im je 55°40′19" sjeverne zemljopisne širine i 37° 53′ 22" istočne zemljopisne dužine, 20 km jugoistočno od Moskve.
Površine je od 12 km².

## Povijest
Naselje Ljuberci osnovano je 1623. (negdje navode 1621.), a kao grad je priznato 1925. godine.
Grad je izvorno bio poljodjelski obličeno područje, ali rast ruske metropole, skupa sa željezničkim povezivanjem naselja, od malog je mjesta učinilo satelitski grad ruske metropole Moskve, pa tako se u njemu danas nalaze velike stambene četvrti te tvornički i drugi industrijski pogoni.

## Slavni Ljuberčani
- Jurij Gagarin, prvi čovjek u svemiru
- Nikolaj Rastorgujev, vođa benda "Ljube"
- Aleksandr Menšikov, pomoćnik cara Petra Velikog

## Turizam
Ljuberci postaju omiljeni gradić. U njemu su dva jezera s pješčanim plažama i rekreacijskom zonom. Omiljeno je odmaralište za Moskovljane.

## Promet
Veliko je željezničko čvorište.

## Gospodarstvo
Ljuberci su veliko industrijsko središte. Imaju više od 25 industrijskih poduzeća. Glavne grane su: strojogradnja, kovinoprerada, proizvodnja građevinskog materijala, drvoprerada i prehrambena industrija.

## Stanovništvo
Broj stanovnika:
- 95.000 (1959.)
- 156.691 (popis 2002.)
- 157.733 (procjena 2004).

## Vanjske poveznice
- Gradski internet portal
- Drugi gradski portal_Города_ Luberci -->
- Arhivirana inačica izvorne stranice od 24. listopada 2012. (Wayback Machine) Wiki-portal
- Još portala
- Povijest grada Ljuberaca